# 甘乃光
甘 乃光（かん だいこう/かん ないこう、1897年〈光緒23年〉 - 1956年9月30日）は中華民国の政治家・政治学者・外交官。廖仲愷側近と目される中国国民党左派の人物である。字は自明。

## 事績

### 国民党左派として
1922年（民国11年）、私立嶺南大学経済系を卒業し、同大学附属中学で教師になった。このとき、廖仲愷の娘・廖夢醒の担任となり、その伝手で廖仲愷と面識を持った。1924年（民国13年）、甘乃光は中国国民党に加入し、党中央商民部秘書となる。同年7月、黄埔軍官学校で英文秘書兼政治教官に任ぜられた。
翌1925年（民国14年）、甘乃光は国民政府監察院監察委員となる。同年8月、廖仲愷が暗殺されると、同事件の検察委員会委員をつとめた。これ以降は、国民党左派の重鎮であった汪兆銘の引き立てを受けることになる。同年9月に査弁電報局委員会兼査弁粤漢鉄路委員会委員、10月に予算委員会委員兼調査国立広東大学委員会委員兼主任、11月に広東南路各属行政委員兼広三鉄路査弁委員会委員を歴任した。また、『国民新聞』、『民国日報』などの機関紙の運営にも従事している。
1926年（民国15年）1月、中国国民党第2期全国代表大会で中央執行委員・中央常務委員・青年部長に選出され、後に政治委員会委員となっている。5月に党中央農民部部長、10月に広東省党部執行委員となった。11月に広東省政府委員、12月に広州政治分会委員をつとめている。1927年（民国16年）4月、江蘇省政務委員会兼農工庁庁長に異動したが、6月に早くも辞任する。9月、国民党中央特別委員会候補委員となり、さらに10月、国民党広東省党部改組委員をつとめる。同年末に広州市市政委員長代理に転じた。しかしまもなく中国共産党の広州起義に遭遇し、対処できなかったために罷免されてしまった。

### 政界復帰後の活動

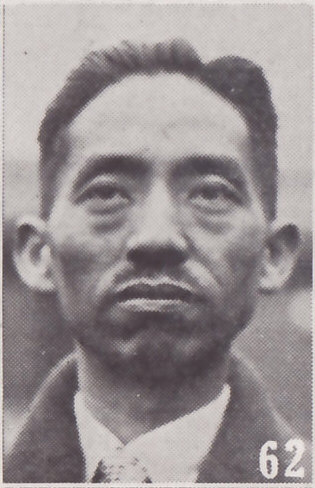
甘乃光別影（『最新支那要人伝』1941年）

1928年（民国17年）、アメリカに留学してシカゴ大学で研究に従事し、政治学修士の学位を取得した。帰国後の1931年（民国20年）1月、国民党第4期中央執行委員に選出され、同年5月、国民政府内政部政務次長に任命されている。1934年（民国23年）12月、内政部長を暫時代理した。翌年2月、軍事委員会委員長行営第五処処長に任ぜられ、11月、党第5期中央執行委員に選出される。
日中戦争勃発後の1938年（民国27年）3月、内政部禁煙委員会常務委員に任ぜられ、翌月、党中央党部副秘書長となった。また康沢とともに三民主義青年団の結成準備を進め、同年7月、臨時中央幹事会幹事に任ぜられている。翌年3月、軍事委員会戦地党政委員会委員に任ぜられ、後にも国防最高委員会副秘書長、中央設計局副秘書長となって、戦時体制の整備に従事している。1945年（民国34年）5月、党第6期中央執行委員に選出され、8月、外交部政務次長に起用された。
戦後の1947年（民国36年）4月、行政院秘書長に異動する。同年冬に、第1期国民大会代表にも当選した。翌1948年（民国37年）5月、駐オーストラリア大使に任命され、赴任する。1951年に同職を辞任し、そのままオーストラリアに留まった。1956年9月30日、シドニーで病没。享年60。

## 著作
- 『先秦經濟思想史』
- 『中國國民黨幾個根本問題』
- 『美國政黨史』
- 『孫文主義大綱』
- 『英國勞動黨真相』
- 『中國行政新論』

## 注
1. ↑  東亜問題調査会編（1941）、38頁は「かん だいこう」の読みをとっている。
2. 1 2 3 4 5 6  徐主編（2007）、252頁。
3. 1 2  劉主編（2005）、323頁。
4. 1 2 3  東亜問題調査会編（1941）、38頁。
5. ↑  劉主編（2005）、323-324頁。
6. 1 2 3  劉主編（2005）、324頁。
7. ↑  東亜問題調査会編（1941）、38-39頁。
8. ↑  東亜問題調査会編（1941）、39頁によると、甘乃光のそれまでの経歴から汪兆銘との通謀を疑われて重慶国民政府により逮捕された、との噂・憶測も流れたとされる。ただし本文記事のように（同書も結論としてこの噂・憶測を否定している）、実際には戦時中も党・政府で要職を引き続き歴任している。